# Crüesing Through Canada Tour
El Crüesing Through Canada Tour es una gira de la banda estadounidense de hard rock Mötley Crüe que sirvió de apoyo para su primer álbum Too Fast For Love. La gira fue realizada en el año 1982 y consta de 23 shows.

## Fechas del tour

### Primera etapa
- 1982-06-04......The Wayside, Lloydminster, AB, Canadá
- 1982-06-05......Centennial Auditorium, Saskatoon, SK, Canadá
- 1982-06-07......Scandals, Edmonton, AB, Canadá
- 1982-06-08......Scandals, Edmonton, AB, Canadá
- 1982-06-09......Scandals, Edmonton, AB, Canadá
- 1982-06-10......Riviera Rock Room, Edmonton, AB, Canadá
- 1982-06-11......Riviera Rock Room, Edmonton, AB, Canadá

### Segunda etapa
- 1982-07-22......Country Club, Los Ángeles, CA
- 1982-07-23......Country Club, Los Ángeles, CA
- 1982-08-??......Magic Mountain, Valencia, CA
- 1982-08-13......Showcase Theatre, Corona, CA
- 1982-08-30......Country Club, Los Ángeles, CA
- 1982-09-09......The Keystone, Palo Alto, CA
- 1982-09-10......The Keystone, Berkeley, CA
- 1982-09-11......The Stone, San Francisco, CA
- 1982-09-24......Roxy Theatre, Los Ángeles, CA
- 1982-09-25......Roxy Theatre, Los Ángeles, CA
- 1982-10-29......Santa Rosa Veterans Building, Santa Rosa, CA
- 1982-10-30......Perkin's Palace, Pasadena, CA
- 1982-10-31......Concord Pavilion, San Francisco, CA
- 1982-11-17......Civic Auditorium, Santa Monica, CA
- 1982-11-19......Perkin's Palace, Pasadena, CA (2 shows)
- 1982-12-31......Civic Auditorium, Santa Monica, CA